# Alonso Alejo de Solís y Wignacourt
Alonso Alejo de Solís y Wignacourt   (Madrid, 19 de juliol de 1756 - València, 11 de novembre de 1806) va ser un noble i militar espanyol, V duc de Montellano.
Va néixer a Madrid el 19 de juliol de 1756. Fill d'Alonso Vicente de Solís y Folch de Cardona, IV duc de Montellano, i de María Agustina Wignacourt, comtessa de Frigiliana. Entre els títols que va ostentar, a banda del de Montellano, hi ha els de comte de Saldueña i Aigremont, marquès de Castelnovo i Pons i adelantado major de Yucatán, entre d'altres. També va ser patró i regidor perpetu de la ciutat de Salamanca.
Va iniciar la carrera militar al regiment d'infanteria de Sòria, després va ser tinent coronel i coronel del de Lisboa. Va assistir, com a voluntari, sota el comandament del duc de Crillon, a la conquesta de l'illa de Menorca i a la rendició del castell de Sant Felip el 4 de febrer de 1782, i per ordre del general va ser l'encarregat, acompanyat del fill del comte de Bornos, d'anar a Madrid a lliurar i presentar al rei Carles III les banderes preses als britànics. En agraïment al seu servei, el rei va decidir atorgar-li el grau de brigadier dels Reials Exèrcits, i amb l'ascens de Carles IV va esdevenir mariscal de camp, se li va atorgar la Grau Creu de l'Orde de Carles III el 13 de gener de 1789, a més, va ser nomenat gentilhome de cambra amb exercici del monarca.
Va ser autor d'una obra de poesia titulada Poesías, publicada a Madrid el 1790.
En l'àmbit personal, es va casar amb María Andrea Lasso de la Vega, comtessa de Miranda de Auta, única filla dels ducs de l'Arco, quelcom que va suposar la unió de les dues cases ducals. El matrimoni van tenir una filla, María de la Soledad Vicenta de Solís y Lasso de la Vega, que va esdevenir hereva dels títols i estats, i es va casar posteriorment amb el duc de Fernán-Núñez. Va morir a València l'11 de novembre de 1806.